# 玉素甫汗·昆拜
玉素甫汗·昆拜（Nusipkhan Konbay，1898年—1986年）哈萨克族，新疆尼勒克人。中华人民共和国官员。

## 生平
1945年，玉素甫汗·昆拜参加新疆三区革命。任民族军骑兵团团长、民族军总参谋部科长。中华人民共和国成立后，玉素甫汗·昆拜历任中国人民解放军副军长，新疆军区生产部副部长，伊犁哈萨克自治州副州长，新疆维吾尔自治区第四届、第五届政协副主席。
1986年，玉素甫汗·昆拜逝世。